# Расизм у Росії
Расизм у Росії — вияв расизму жителями Росії відносно представників інших рас або етнічних груп .
Коріння цього явища криються в уявленнях про етнічну і расову належність як визначник властивостей індивіда. Джерелом соціокультурної особливості тієї чи іншої групи при цьому визнаються біологічні, природні властивості. Розвитку цього явища сприяли деякі міфи російського націоналізму, створені і пропаговані інтерпретаторами спірних історичних теорій, та стереотипи щодо інших націй.
Расизм є ідеологічною основою для насильницьких акцій, кількість жертв яких досягло піку в 690 осіб у 2007 році. Уряд стверджує, що докладає значних зусиль для боротьби з цим явищем, критики вважають ці зусилля недостатніми.

## Расизм у 1990-х і 2000-х роках

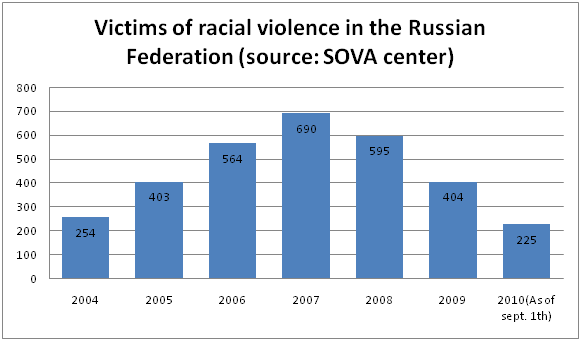
Кількість жертв расового насильства в Росії за даними центру «Сова»